# Calliano (Trento)
Calliano é uma comuna italiana da região do Trentino-Alto Ádige, província de Trento, com cerca de 1.099 habitantes. Estende-se por uma área de 17,44 km², tendo uma densidade populacional de 63 hab/km². Faz divisa com Besenello, Nomi, Folgaria, Volano e Rovereto.